# Ramona Marquez

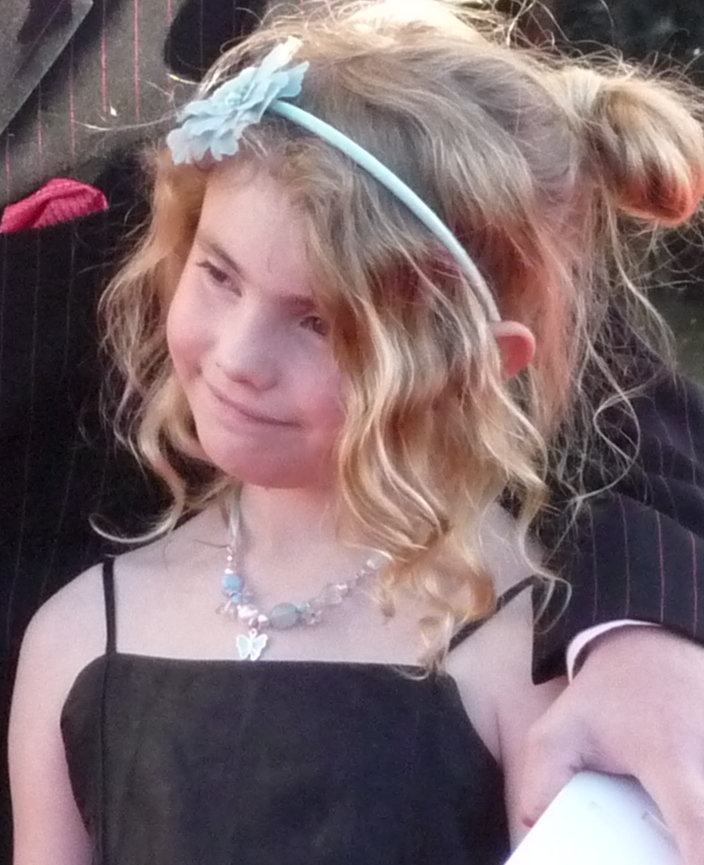
Ramona Marquez, 2009

Ramona Marquez (* 24. Februar 2001 in London) ist eine britische Schauspielerin.

## Leben und Karriere
Marquez wurde am 24. Februar 2001 in London geboren. Ihr Vater ist der Schauspieler Martin Marquez. Sie studierte an der University of Manchester. Ihr Debüt gab sie 2009 in dem Film Enid. Im selben Jahr gewann Marquez den British Comedy Award als „Beste weibliche Comedy-Newcomerin“. Anschließend bekam sie in der Serie Outnumbered eine Hauptrolle. Unter anderem trat sie 2010 in dem Film The King's Speech auf. Außerdem spielte sie in dem Film A Louder Silence mit. 2020 setzte sie ihre Karriere in 7 Hours on Earth fort.
Marquez outete sich als bisexuell. Neben ihrer Muttersprache Englisch spricht sie noch Spanisch und Mandarin.

## Filmografie
Filme
- 2009: Enid
- 2010: The King’s Speech
- 2011: Arthur Weihnachtsmann (Arthur Christmas)
- 2011: Best Exotic Marigold Hotel (Best Exotic Marigold Hotel)
- 2015: A Louder Silence
- 2020: 7 Hours on Earth

Serien
- 2007–2024: Outnumbered
- 2012: Secrets and Words

## Auszeichnungen

### Gewonnen
- 2009: British Comedy Award in der Kategorie „Beste weibliche Comedy-Newcomerin“[2]

### Nominiert
- 2012: Young Artist Award in der Kategorie „Beste Leistung in einer Voiceover-Rolle, junge Schauspielerin“[6]